# Archidiecezja Bamako
Archidiecezja Bamako (łac. Archidiœcesis Bamakoënsis) – archidiecezja rzymskokatolicka w Mali, z siedzibą w Bamako. Powstała w 1868 jako prefektura apostolska Sahary i Sudanu. Podniesiona w 1891 do rangi wikariatu apostolskiego. W 1901 przemianowana na wikariat Sudanu Francuskiego, w 1921 na wikariat Bamako. Archidiecezja od 1955.

## Główne świątynie
- Archikatedra: Archikatedra Najświętszego Serca Jezusowego w Bamako

## Biskupi diecezjalni
Wikariusze apostolscy Sahary i Sudanu
- Bp Anatole-Joseph Toulotte (1892–1897)
- Bp Augustin Prosper Hacquard M. Afr. (1898–1901)

Wikariusze Sudanu Francuskiego
- Bp Hippolyte Louis Bazin (1901–1910)
- Abp Alexis Lemaître M. Afr. (1911–1920)

Wikariusze apostolscy Bamako
- Bp Emile-Fernand Sauvant M. Afr. (1921–1928)
- Bp Paul-Marie Molin M. Afr. (1928–1949)
- Bp Pierre Louis Leclerc M. Afr. (1949–1955)

Arcybiskupi metropolici
- Abp Pierre Louis Leclerc M. Afr. (1955–1962)
- Abp Luc Auguste Sangaré (1962–1998)
- Kard. Jean Zerbo (1998–2024)
- Abp Robert Cissé (od 2024)